# Giáo hoàng Đamasô II
Đamasô II (Latinh: Damasus II), tên khai sinh là Poppo,, được kể như là giáo hoàng thứ 151.
Theo niên giám tòa thánh năm 1806 thì ông đắc cử Giáo hoàng năm 1048 và ở ngôi Giáo hoàng trong 23 ngày. Niên giám tòa thánh năm 2003 xác định triều đại của ông bắt đầu vào ngày 17 tháng 7 năm 1048 và kết thúc vào ngày 9 tháng 8 năm 1048.
Giáo hoàng Damasus II sinh tại Bayern, Đức với tên Poppon và là Giám mục Brixen. Khi Clêmentê II qua đời, Hoàng đế La Mã Thần thánh là Heinrich III với tước hiệu Quý tộc thành Roma chỉ định Poppo - Giám mục tại Brixen lên ngôi.
Tuy nhiên trong lúc trống tòa Giáo hoàng Biển Đức IX giành lên ngôi, nhưng Hoàng đế Heinrich đã hăm dọa sẽ kéo quân về. Giám mục Poppo đã lên ngôi lấy tên hiệu là Giáo hoàng Damasus II ngày 17/7/1048. Do yêu cầu của hoàng đế, ông thế chỗ của Giáo hoàng Biển Đức IX, sau khi Giám mục Lyon Aliard từ chối tước vị này.
Triều Giáo hoàng của ngài chỉ được có 23 ngày, ông chết vì sốt rét ở Palestrina vào ngày 9/8/1048, nguyên nhân ghi lại cho rằng ông bị thuốc độc nhưng lý do chính có thể là bị sốt rét trong khi ở Palestrina để tránh mùa hè đổ lửa tại Roma. Các Đức Giáo hoàng của Hoàng đế Heinrich đã triển khai tác phong quân chủ triều Giáo hoàng trong giáo hội.